# Denis Nesci
Denis Domenico Nesci (Polistena, 25 luglio 1981) è un politico italiano.

## Biografia
Nel 2002 entra nel Consiglio Direttivo Nazionale dell'associazione sindacale Federazione Nazionale Agricoltura (FNA).
Dal 2003 assume vari incarichi all'interno dell'Ente di Patronato e di Assistenza Sociale (EPAS) fino a diventarne Presidente Nazionale nel 2009.
È stato fra i fondatori e dal 2008 anche Presidente Nazionale dell'Unione per la Difesa dei Consumatori (U.Di.Con), nonché Direttore Editoriale del mensile “Udiconews – Occhio al Consumo”.
Il 7 maggio 2023, riceve dall'Accademia Bonifaciana di Anagni, su proposta del Rettore Sante De Angelis, il Premio Internazionale Bonifacio VIII "...per una cultura della Pace..." (XXI edizione).

## Attività politica
Nel 2014 si candida alle elezioni europee nelle liste del Nuovo Centrodestra nella circoscrizione circoscrizione Italia meridionale, risultando essere il terzo dei non eletti.
Nel 2019 si ricandida alle elezioni europee nella circoscrizione italia meridionale nella lista di Fratelli d'Italia, risultando essere il primo dei non eletti.
È subentrato ufficialmente al Parlamento europeo al posto di Raffaele Fitto, dimessosi in quanto è stato eletto alla Camera dei deputati ed i due incarichi sono incompatibili.
Nel maggio del 2024, in occasione delle elezioni europee, viene ricandidato nella lista di Fratelli d'Italia per la circoscrizione meridionale, venendo rieletto con oltre 72.000 preferenze.